# Хильдгартнер, Пауль
Пауль Хильдгартнер (итал. Paul Hildgartner, род. 8 июня 1952 года в Кьенесе) — итальянский саночник, двукратный олимпийский чемпион (1972 — на двухместных санях с Вальтером Пляйкнером, 1984 — на одноместных), серебряный призёр Олимпийских игр 1980 года на одноместных санях, неоднократный чемпион мира и Европы.
Один из двух итальянских саночников в истории, выигравший олимпийское золото в одиночках (наряду с Армином Цёггелером). Знаменосец сборной Италии на Олимпиаде-1984.
Единственный в истории спортсмен, который выигрывал золото Олимпийских игр, чемпионата мира и чемпионата Европы как на одноместных, так и двухместных санях.